# سارا انگلیش
سارا انگلیش (انگلیسی: Sarah English؛ زادهٔ ۲۸ نوامبر ۱۹۵۵) بازیکن هاکی روی چمن اهل زیمبابوه بود.
وی به‌همراه تیم ملی هاکی روی چمن زنان زیمبابوه به مدال طلا بازی‌های المپیک تابستانی ۱۹۸۰ رسیده‌است.